# Morne Sion
Morne Sion es una localidad de Santa Lucía, que forma parte del distrito de Choiseul.